# 1999 WK4
1999 WK4 är en asteroid i huvudbältet som upptäcktes 28 november 1999 av den japanska astronomen Takao Kobayashi vid Ōizumi-observatoriet.
Asteroiden har en diameter på ungefär 3 kilometer